# Yagi-antenne

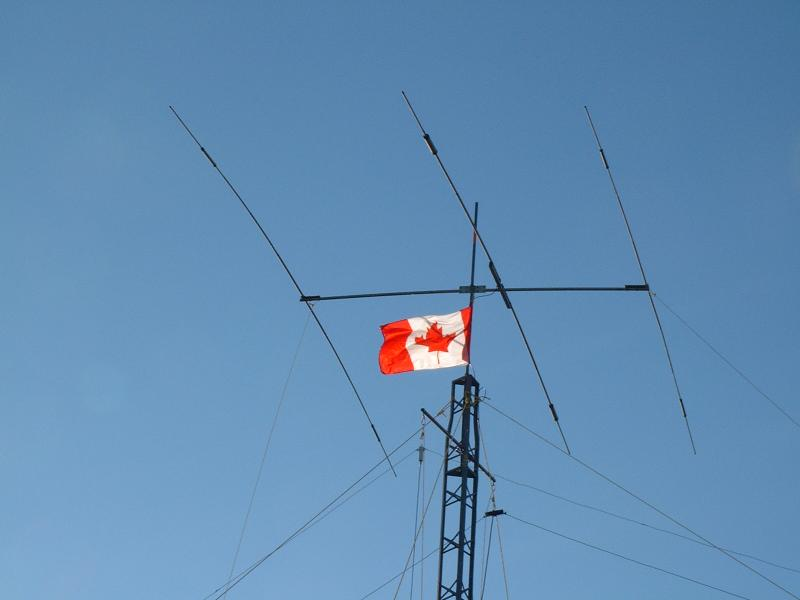
Multibandantenne van zendamateur

Een yagi-antenne is een antenne die bestaat uit een dipool, een reflector, en één of meer directors. Naar zijn uiterlijk heet de antenne in de volksmond harkantenne.

## Uitvinder
De yagi-antenne werd in 1926 uitgevonden door Shintaro Uda, in samenwerking met Hidetsugu Yagi, beiden professor aan de Tohoku University te Sendai, Japan. Doordat Yagi (in 1928) het eerste Engelstalige artikel over de nieuwe antenne publiceerde, werd juist zijn naam aan de nieuwe uitvinding verbonden. Yagi heeft wel altijd erkend dat Uda de belangrijkste bijdrage aan het ontwerp heeft geleverd. De benaming yagi-uda-antenne zou dan ook juister zijn. Het is opmerkelijk dat er in die tijd voor het testen van de antennes reeds zeer hoge UHF-frequenties (400 MHz en meer) werden gebruikt, opgewekt door speciaal daartoe geconstrueerde magnetrons.

## Constructie

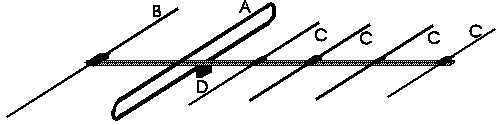
Principe van de yagi-antenne, gericht op een van rechts komend signaal
A: Dipool
B: Reflector
C: Directors
D: Aansluitdoos voor antennekabel

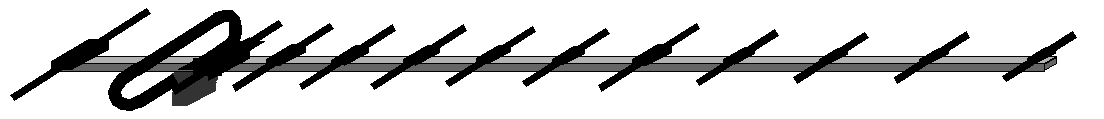
Eenvoudige UHF-antenne

De eigenlijke antenne is de dipool (zie tekening). Er zijn directors, die het signaal als het ware naar de dipool toe geleiden en één of meer reflectoren, die het signaal naar de dipool terugkaatsen. 
Vóór de dipool zijn dus één of meer directors gemonteerd. De eerste (vanaf de dipool bezien) is iets korter dan de dipool zelf en elke volgende is weer iets korter. De directors zijn korter dan de halve golflengte van de hoogste te ontvangen frequentie. Deze elementen staan dicht bij de dipool vaak wat dichter op elkaar, de afstand van de directors is niet kritisch. 

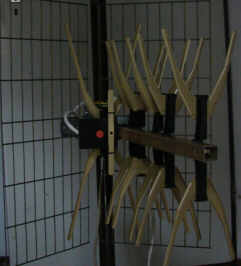
UHF-antenne met dubbele V-vormige directors

Op de dipool wordt de antennekabel aangesloten, die het signaal naar een ontvanger leidt, of in het geval van zenden, van de zender naar de antenne. 
De reflector is een achter de dipool (en evenwijdig daaraan) bevestigde staaf, iets langer dan de dipool zelf. De lengte van de reflector is zodoende iets groter dan een halve golflengte van de laagste te ontvangen frequentie. Soms zijn er twee of drie reflectoren, boven elkaar. Reflectoren achter elkaar zijn zinloos.
De yagi wordt afhankelijk van de polarisatierichting van de zendantenne geplaatst. Meestal (o.a. in Nederland) waren publieke radio- en televisie-uitzendingen met horizontale polarisatie (dat wil zeggen de elementen van de antenne staan in het horizontale vlak) uitgezonden, waarbij de elementen van de ontvangstantenne ook in het horizontale vlak moeten staan. 
De Nederlandse FM-zenders zenden echter sinds 1996 met verticale polarisatie, hetgeen een betere ontvangst met autoradio's mogelijk maakt. Ook de digitale televisie- en radio-uitzendingen (zie DVB-T) worden in Nederland, net als in een deel van Duitsland, met verticale polarisatie uitgezonden. 
In andere landen (o.a. Verenigd Koninkrijk) waren ook de televisie-uitzendingen verticaal gepolariseerd en moesten de antennes dus verticaal staan.
In de bovenste afbeelding is een televisie-antenne voor band III (frequentie ongeveer 200 MHz) getoond. De reflector heeft een lengte van ongeveer 85 cm, de dipool is 75 cm en de directors zijn circa 60 cm lang.
Daaronder een eenvoudige UHF-yagi. Voor deze antennes is de afstand van de beide staven van de gevouwen dipool ongeveer 10 cm, Bij de UHF-antenne is de dipool 30 cm breed voor kanaal 27 tot 20 cm voor kanaal 54.
In de afbeelding daaronder is een andere UHF-antenne (band IV-V, 470-870 MHz) te zien. Hierbij zijn de directors en de dipool viervoudig uitgevoerd. Elk element heeft een V-vorm, wat overeenkomt met 2 directors, en deze V-elementen zijn aan weerszijden van de draagbuis geplaatst, dus in totaal steeds vier elementen. De reflector is hier als gaas uitgevoerd. De antenne staat verticaal gepolariseerd.

## Eigenschappen

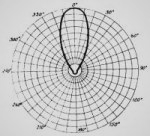
Richtkarakteristiek

Het effect van deze constructie is dat de passieve versterking van het te ontvangen signaal, vanuit de gewenste richting, toeneemt. De gevoeligheid voor signalen vanuit andere richtingen neemt juist af. De mate van versterking en het richteffect zijn afhankelijk van het aantal toegevoegde passieve elementen. Behalve signaalwinst heeft het richteffect bij analoge televisie ook de functie het ontstaan van geestbeelden (reflecties, dubbele beelden) ten gevolge van door hoge objecten gereflecteerde signalen sterk te verminderen en zodoende een betere beeldkwaliteit te geven. Met de komst van digitale televisie hebben niet te sterke reflecties geen invloed op de beeldkwaliteit en kunnen eenvoudigere antennes worden gebruikt, die ook binnenshuis kunnen worden opgesteld.

## Werking
De werking van de yagi-antenne wordt verklaard door fasedraaiing die de reflector veroorzaakt, doordat die bovenresonant wordt aangestuurd en de werking in fase van de directors, die onderresonant werken. De reflector en directors worden parasitaire elementen genoemd, omdat ze, in tegenstelling tot de dipool, niet met de voedende (in geval van zenden) of ontvangende antennekabel zijn verbonden. 
De parasitaire elementen stralen, net als de dipool, elektromagnetisch veld uit, als de dipool signaal krijgt aangeboden. De fasedraaiing van 180° bij de reflector en het in fase daarmee resoneren van de directors, zorgen er, samen met de looptijden van het elektromagnetische veld, voor dat het veld vooral in de voorkeursrichting wordt uitgestraald. Velden die onder een hoek worden uitgestraald, of in de richting van de reflector lopen, doven elkaar grotendeels uit.
Doordat de richtkarakteristiek van een ontvangstantenne gelijk is aan die van een zendantenne, wordt bij ontvangst het veld dat aan de voorzijde van de directors binnenkomt als het ware in de directors geconcentreerd en naar de antenne toegetrokken. Velden die onder een hoek invallen of van achter komen doven elkaar grotendeels uit en worden dus verzwakt.

## Technische details
Een van de belangrijkste specificaties van een antenne is de signaalversterking. Deze geeft aan hoeveel het maximale veld sterker is dan bij een isotrope straler (een straler, die in alle richtingen even sterk zendt) het geval zou zijn, en wordt meestal opgegeven in dB. De openingshoek is de hoek in een gegeven vlak, waarbij het veld 3 dB beneden het maximum ligt. De voor-/achterverhouding, eveneens in dB, geeft de verhouding aan van het veld dat in de richting van de directors wordt uitgezonden ten opzichte van het veld dat in de richting van de reflector wordt uitgezonden. 
Verder moet de antenne optimaal zijn aangepast aan de impedantie van de antennekabel. Voor commerciële radio- en televisieantennes is deze impedantie 240 tot 300 ohm voor symmetrische aansluiting (fase- en tegenfase-signaal) en 60 tot 75 ohm voor asymmetrische aansluiting; signaal ten opzichte van nul (mantel van de coaxkabel). De meeste radio- en televisieantennes leveren een symmetrisch signaal dat door een impedantietransformator in een asymmetrisch signaal wordt omgezet. Die transformators werden bij koppeling van meerdere antennes met een antennefilter vaak in dat filter opgenomen, maar kunnen ook in de aansluitdoos van de antenne worden geplaatst.

## Gebruik
Yagi-antennes werden vanaf de jaren vijftig van de twintigste eeuw veel gebruikt voor televisie-ontvangst. Met de komst van centrale antenne-inrichtingen zijn ze vanaf de jaren zeventig geleidelijk weer verdwenen uit de dichtbebouwde gebieden. Ook in het buitengebied verliezen de yagi-antennes aan betekenis, omdat tegenwoordig vrijwel alle televisieprogramma's, inclusief de regionale programma's, met een schotelantenne met daaraan gekoppelde satellietontvanger kunnen worden ontvangen.
In Nederland wordt sinds 11 december 2006 alleen nog digitale televisie uitgezonden via UHF-frequenties.
Doordat de antenne richtingsgevoelig is en geschikt voor een beperkte bandbreedte (een of slechts enkele kanalen), zijn er aparte antennes nodig om verscheidene stations te kunnen ontvangen. Voor radio wordt meestal volstaan met alleen een dipool, die geschikt kan zijn voor het hele spectrum van FM-zenders, doordat de golflengtes van de FM-zenders niet zo veel uiteenlopen. Met de komst van een dicht netwerk van digitale televisie (DVB-T) in plaats van de traditionele analoge televisie, is het niet meer noodzakelijk om een grote richtantenne te gebruiken voor ontvangst van plaatselijke televisiestations. Overigens zijn de meeste antennes, die voor analoge televisie werden gebruikt, niet helemaal volgens het yagi-uda-principe gebouwd. Om verscheidene kanalen met dezelfde antenne te kunnen ontvangen, zijn er diverse modificaties op het ontwerp gedaan.
Daarnaast wordt dit type antennes vaak door zendamateurs toegepast, zelfs voor vrij lage frequenties, waarbij de antennes afmetingen van enkele meters kunnen hebben. Bij de zendamateurantenne in de afbeelding in de kop van dit artikel zijn in de elementen verdikkingen te zien, zogenaamde traps, die selectief de signalen voor de laagste frequenties doorlaten, maar de frequenties voor een hogere frequentieband blokkeren. Dat principe werd ook toegepast voor de zogenaamde combi-antennes voor analoge televisieontvangst, bijvoorbeeld voor kanaal 6, 44 en 47 voor respectievelijk Nederland 1, 3 en 2 (thans NPO 1, 3 en 2) via de zender Smilde.